# Jean-Jacques Rebière
Pour les articles homonymes, voir Rebière.
Jean-Jacques Rebière, né le 17 novembre 1952 à Bègles, est un cycliste sur route ainsi qu'un cycliste sur piste français. Il a notamment participé aux Jeux olympiques en 1976 en poursuite par équipes et obtenu une médaille de bronze aux championnats du monde en 1978. Il a été six fois champion de France sur piste. 
Il a en particulier été licencié au club du C.A Béglais. Son frère jumeau Jean-Marc Rebière a également été cycliste de haut-niveau, participant notamment aux Jeux olympiques d'été de 1980. 

## Carrière
Aux Jeux olympiques d'été de 1976, il termine 9e de la poursuite par équipes. Il était accompagné de Paul Bonno, Jean-Marcel Brouzes et de Pierre Trentin.

### Palmarès
Il est médaille de bronze au championnat du monde de course aux points masculin en 1978. 
Il est également champion du monde de poursuite universitaire en 1978.

### Piste
- 1977
  -  Champion de France de poursuite amateurs
- 1977
  -  Champion de France de la course aux points
  -  Champion de France de poursuite amateurs
- 1978
  -  Champion de France de la course aux points`
  -  Champion de France de poursuite amateurs
  -  Champion de France de poursuite par équipes
  -  3e du championnat du monde de course aux points masculin

### Route
- 1979
  - 2e de Paris-Chalette-Vierzon
- 1980
  - Tour de Gironde